# أرنارا
أرنارا هي كومونا (بلدية) تقع في مقاطعة فروزينوني في منطقة لاتسيو الإيطالية، تقع على بعد 80 كيلومترًا (50 ميلا) جنوب شرق روما وحوالي 6 كيلومترات (4 ميل) جنوب شرق فروزينوني.
تحد أرنارا البلديات التالية: سيكانو، فروسينوني، بوفي، ريبي، توريس. المعالم السياحية تشمل قلعة القرون الوسطى.